# Кендрик Ламар
Кендрик Ламар Дъкуорт, известен като Кендрик Ламар (на английски: Kendrick Lamar), е американски рапър и текстописец.
Роден е на 17 юни 1987 г. в Комптън, Калифорния. Известен със своите прогресивни музикални стилове и текстове, засягащи социални въпроси, Ламар се превръща в една от най-влиятелните личности в музикалната индустрия. В тинейджърскиите си години Кендрик се изявява със сценичното си име K.Dot. През 2005 г. подписва договор с независимата звукозаписна компания Top Dawg Entertainment, а през 2012 г. подписва с Aftermath и Интерскоуп Рекърдс. Ламар е член-основател и на хип-хоп супер-групата Black Hippy, заедно със своите колеги от компанията рапърите Schoolboy Q, Jay Rock и Ab-Soul. След като става част от Black Hippy, K.Dot захвърля досегашнят си псевдоним и го замества с неговото лично първо име и презиме. 
Прeз 2011 година Кендрик Ламар дебютира с първия си студиен албум Section.80. Албумът получава одобрението на критиците и моментално се нарежда на едно от челните места за дигитални хип-хоп албуми на годината.
През 2012 г. Ламар сключва звукозаписна сделка с Aftermath Entertainment на Доктор Дре, под егидата на Interscope Records, и в края на октомври издава втория си студиен албум Good Kid, M.A.A.D City. Албумът печели широко признание от критиците и страхотен търговски успех, включващ хитовите сингли;  
Swimming Pools (Drank), Bitch, Don’t Kill My Vibe и Backseat Freestyle. С пускането достига номер две в американската класация Billboard 200 и по-късно достига платинен статус от Recording Industry Association of America (RIAA). В началото на 2013 г. MTV коронясват Ламар като номер 1 Hottest MC in the Game в техния годишен списък. Той получава и общо 7 Грами номинации на 56-те награди, включително Best New Artist, Album of the Year, Best Rap Song.
През 2015 излиза третият албум на Ламар To Pimp A Butterfly. Записът дебютира на първо място в Billboard 200 и е посрещнат с изключително добри отзиви от критиката, която хвали Ламар за амбициозния му музикален размах и актуалните за социалния контекст и времето текстове. Албумът е номиниран за Албум на годината на 58-ите награди Грами и намира място в годишните класации за най-добрите албуми на Ролинг Стоун, Билборд, Пичфорк и българската медия Бойскаут.
През 2018 албумът му DAMN получава наградата Пулицър за музика.
Публикува шестия си студиен албум GNX през 2024 година.

## Дискография
Студийни албуми
- Section.80 (2011)
- good kid, m.A.A.d city (2012)
- To Pimp a Butterfly (2015)
- DAMN. (2017)
- Mr. Morale & the Big Steppers (2022)
- GNX (2024)

Компилационни албуми
- untitled unmastered. (2016)